# هدسون كينو
هدسون كينو (بالإنجليزية: Hudson Kennaugh)‏ مواليد 12 يناير 1981، هو متسابق دراجات نارية جنوب أفريقي. نافس في كأس جزيرة مان السياحية وبطولة العالم للسوبرسبورت.

## وصلات خارجية
- هدسون كينو على موقع WorldSBK.com (الإنجليزية)

- الموقع الإلكتروني